# باول مانينغ (كاتب)
باول مانينغ (بالإنجليزية: Paul Manning)‏ هو منتج أفلام وكاتب سيناريو أمريكي، ولد في 3 ديسمبر 1959 في ماديسون في الولايات المتحدة، وتوفي في 2 يناير 2005.

## وصلات خارجية
- باول مانينغ على موقع IMDb (الإنجليزية)
- باول مانينغ على موقع قاعدة بيانات الفيلم (الإنجليزية)